# Elecciones municipales de 2003 en Estepona
Las elecciones municipales de 2003 se celebraron en Estepona el domingo 25 de mayo, de acuerdo con el Real Decreto de convocatoria de elecciones locales en España dispuesto el 31 de marzo de 2003 y publicado en el Boletín Oficial del Estado el día 1 de abril. Se eligieron los 21 concejales del pleno del Ayuntamiento de Estepona a través de un sistema proporcional (método d'Hondt), con listas cerradas y un umbral electoral del 5%.

## Resultados
Los resultados completos correspondientes al escrutinio definitivo se detallan a continuación:
| Candidatura     | Candidatura                                                     | Votos  | %                               | Escaños                         |
| --------------- | --------------------------------------------------------------- | ------ | ------------------------------- | ------------------------------- |
|                 | Partido Popular Andaluz (PP-A)                                  | 6199   | 29,25                           | 7                               |
|                 | Partido Socialista Obrero Español de Andalucía (PSOE-A)         | 5313   | 25,07                           | 6                               |
|                 | Partido de Estepona (PES)                                       | 3725   | 17,58                           | 4                               |
|                 | Partido Andalucista (PA)                                        | 3451   | 16,29                           | 3                               |
|                 | Izquierda Unida Los Verdes-Convocatoria por Andalucía (IULV-CA) | 1644   | 7,76                            | 1                               |
|                 | Renovación Democrática Progresista (RDP)                        | 258    | 1,22                            | 0                               |
|                 | Grupo Liberal XXI (GLXXI)                                       | 130    | 0,61                            | 0                               |
| Votos en blanco | Votos en blanco                                                 | 471    | 2,22                            | n/a                             |
| Votos válidos   | Votos válidos                                                   | 21 191 | 100,00                          | 21                              |
| Votos nulos     | Votos nulos                                                     | 210    | Participación: \| \| 70.99 % \| | Participación: \| \| 70.99 % \| |
| Votantes        | Votantes                                                        | 21 401 | Participación: \| \| 70.99 % \| | Participación: \| \| 70.99 % \| |
| Electores       | Electores                                                       | 30 146 | Participación: \| \| 70.99 % \| | Participación: \| \| 70.99 % \| |
|                 | 70.99 %                                                         |        |                                 |                                 |